# Dihydropyridine
La dihydropyridine ou dihydroazine est un composé organique dérivé de la pyridine. Elle est en effet constituée d'une hétérocycle à 6 atomes dont un atome d'azote (et 5 de carbone) mais seulement partiellement insaturé, avec seulement deux liaisons doubles (contre 3 pour la pyridine).
Les dérivés de la dihydropyridine sont simplement appelés dihydropyridines, et sont une classe de médicaments antagonistes du calcium; elles sont utilisées dans le traitement de l'hypertension artérielle et de l'angine de poitrine.

## Médicaments

### Mode d'action
Les dihydropyridines bloquent l'influx des ions calcium dans les cellules musculaires lisses des artères coronaires et périphériques, empêchant ainsi la contraction de ces vaisseaux. Elles sont ainsi utilisées en tant qu'antihypertenseurs.
Elles agissent de la même façon sur le muscle cardiaque, mais leur effet vasculaire est bien plus important (d'autres inhibiteurs calciques comme le vérapamil ou le diltiazem ont en revanche une action préférentielle sur le cœur).

### Effets indésirables
Les effets indésirables les plus fréquents de cette classe de médicaments sont :
- des troubles liés à la vasodilatation périphérique : céphalées, vertiges, œdèmes des chevilles, hypotension artérielle.
- une tachycardie réflexe.
- une hyperplasie gingivale.

Des effets hépatiques et des syndromes parkinsoniens ont également été observés.

### Principes actifs de cette classe
- amlodipine
- barnidipine
- clévidipine
- félodipine
- isradipine
- lacidipine
- lercanidipine
- nicardipine
- nifédipine
- nimodipine
- nisoldipine
- nitrendipine